# Форбс, Невилл
Невилл Форбс (англ. Nevill Forbes; 19 февраля 1883, Сил, близ Севенокса — 9 февраля 1929, Оксфорд) — английский учёный-славист, переводчик.
По материнской линии состоял в родстве с шотландской семьёй Карриков, с середины XIX века обосновавшейся в России; в детстве проходил курс лечения кумысом у своего дяди Джорджа Каррика. Окончил Оксфордский университет (1906), ученик У. Р. Морфилла. Затем учился в аспирантуре Лейпцигского университета под руководством А. Лескина, в 1910 г. защитил диссертацию. Вернувшись в Великобританию, в том же году начал преподавать русский язык в Оксфорде, инаугурационная лекция Форбса «Положение славянских языков в настоящее время» (англ. The Position of the Slavonic Languages at the present day) вышла отдельным изданием. Преподавал в Оксфорде до конца жизни с перерывом в годы Первой мировой войны, которая заставила его поступить в службу разведки Британского Адмиралтейства.
В годы преподавания Форбс подготовил и опубликовал ряд учебных пособий по русскому языку, в том числе учебник грамматики (англ. Russian Grammar; 1914, второе издание 1918). В соавторстве с Драгутином Суботичем он напечатал также «Грамматику сербского языка» (англ. Serbian Grammar; 1918). В годы войны Форбс выпустил два англо-сербских разговорника, преимущественно для нужд военных. В коллективной монографии по истории Балкан, выпущенной Оксфордским университетом в 1915 году, Форбсом написаны главы о Болгарии и Сербии. В 1918 году в соавторстве с Рэймондом Бизли и Дж. А. Биркеттом он опубликовал книгу по истории России «Россия от варягов до большевиков» (англ. Russia from the Varangians to the Bolsheviks).
Как переводчик вместе с Р. Митчелом напечатал английский перевод Новгородской летописи (англ. The chronicle of Novgorod, 1016—1471; 1914). Редактировал переводы из Льва Толстого. Кроме того, Форбс перевёл с русского языка ряд русских народных сказок, вышедших тремя сборниками в 1913 году с иллюстрациями двоюродного брата Форбса Валерия Каррика.
Форбс был также талантливым пианистом-любителем. Он покончил с собой в собственном доме в Оксфорде.